# Dagen van gras, dagen van stro (Spinvis)
Dagen van gras, dagen van stro is een muziekalbum uit 2005 van Spinvis. In 2009 kregen de muzikanten van Spinvis hiervoor een gouden plaat uitgereikt. 

## Tracklist
1. Ik wil alleen maar zwemmen (4:01)
2. Kom in de cockpit (3:08)
3. Aan de oevers van de tijd (5:19)
4. Het voordeel van video (3:44)
5. Dagen van gras, dagen van stro (2:58)
6. Flamingo (4:33)
7. De zevende nacht (3:45)
8. Lotus Europa (11:02)
9. Bijt mijn tong af (3:56)
10. Explicateur (2:31)
11. De tuinen van Mexico (2:13)

De vinylversie bevat een extra track: "Op een Ochtend in het Heelal".

## Trivia
- De verhalenbundel Ringing Changes (1984) van R.A. Lafferty draagt in vertaling dezelfde titel: Dagen van gras, dagen van stro (1979 - J.M. Meulenhoff, Msf 144, ISBN 90-290-0860-1)